# 帕维尔·阿尔乔莫维奇·列昂诺夫
帕维尔·阿尔乔莫维奇·列昂诺夫（俄语：Павел Артёмович (Артемьевич) Леонов，1918年8月26日—1992年3月27日），是苏联的政治家，苏共中央委员，曾是库页岛地区、加里寧州的领导。

## 生平
1918年，出生于农民家庭。
1942年，毕业于鲍曼莫斯科国立技术大学。
1960年，任苏共萨哈林州委第一书记。
1961年，为苏共中央候补委员。
1962年，为苏联最高苏维埃代表。
1971年，为苏共中央委员。
1978年，任苏共加里寧州委第一书记。
1985年，退休。
1992年，去世。